# Corea del Sud ai XXI Giochi olimpici invernali
La Corea del Sud ha partecipato ai XXI Giochi olimpici invernali di Vancouver, che si sono svolti dal 12 al 28 febbraio 2010, con una delegazione di 46 atleti.

## Medaglie

### Medagliere per discipline
| Sport                   | Oro | Argento | Bronzo | Totale |
| ----------------------- | --- | ------- | ------ | ------ |
| Pattinaggio di velocità | 3   | 2       | 0      | 5      |
| Short track             | 2   | 4       | 2      | 8      |
| Pattinaggio di figura   | 1   | 0       | 0      | 1      |
| Totale                  | 6   | 6       | 2      | 14     |

### Medaglie d'oro
| Medaglia | Nome           | Sport                   | Evento                          |
| -------- | -------------- | ----------------------- | ------------------------------- |
| Oro      | Lee Jung-Su    | Short track             | 1500 m maschile                 |
| Oro      | Mo Tae-Bum     | Pattinaggio di velocità | 500 m maschile                  |
| Oro      | Lee Sang-Hwa   | Pattinaggio di velocità | 500 m femminile                 |
| Oro      | Lee Jung-Su    | Short track             | 1000 m maschile                 |
| Oro      | Lee Seung-Hoon | Pattinaggio di velocità | 10000 m maschile                |
| Oro      | Kim Yu-Na      | Pattinaggio di figura   | Pattinaggio di figura femminile |

### Medaglie d'argento
| Medaglia | Nome                                                          | Sport                   | Evento                    |
| -------- | ------------------------------------------------------------- | ----------------------- | ------------------------- |
| Argento  | Lee Seung-Hoon                                                | Pattinaggio di velocità | 5000 m maschile           |
| Argento  | Mo Tae-Bum                                                    | Pattinaggio di velocità | 1000 m maschile           |
| Argento  | Lee Eun-byeol                                                 | Short track             | 1500 m femminile          |
| Argento  | Lee Ho-Suk                                                    | Short track             | 1000 m maschile           |
| Argento  | Sung Si-Bak                                                   | Short track             | 500 m maschile            |
| Argento  | Kwak Yoon-Gy/Lee Ho-Suk/Lee Jung-Su/Sung Si-Bak/Kim Seoung-Il | Short track             | 5000 m staffetta maschile |

### Medaglie di bronzo
| Medaglia | Nome           | Sport       | Evento           |
| -------- | -------------- | ----------- | ---------------- |
| Bronzo   | Park Seung-Hee | Short track | 1500 m femminile |
| Bronzo   | Park Seung-Hee | Short track | 1000 m femminile |

## Biathlon
| Gara              | Atleta     | Penalità    | Tempo d'arrivo | Posizione |
| ----------------- | ---------- | ----------- | -------------- | --------- |
| 10 km sprint      | Lee In-Bok | 4 (1+3)     | 27'34"1        | 65        |
| 20 km individuale | Lee In-Bok | 4 (2+0+0+2) | 56'24"5        | 71        |

| Gara              | Atleta     | Penalità    | Tempo d'arrivo | Posizione |
| ----------------- | ---------- | ----------- | -------------- | --------- |
| 7,5 km sprint     | Mun Ji-Hee | 2 (1+1)     | 22'34"1        | 63        |
| 15 km individuale | Mun Ji-Hee | 5 (0+0+2+3) | 48'53"9        | 73        |

## Freestyle
| Gara            | Atleta       | Qualificazioni | Qualificazioni | Qualificazioni | Qualificazioni | Qualificazioni | Finale | Finale | Finale | Finale | Finale    |
| Gara            | Atleta       | Curve          | Salti          | Tempo          | Totale         | Posizione      | Curve  | Salti  | Tempo  | Totale | Posizione |
| --------------- | ------------ | -------------- | -------------- | -------------- | -------------- | -------------- | ------ | ------ | ------ | ------ | --------- |
| Gobbe femminile | Seo Jung-Hwa | 11,3           | 3,96           | 5,62           | 20,88          | 21             |        |        |        |        |           |

## Pattinaggio di figura
| Gara                  | Atleta        | Breve | Breve | Libero | Libero | Totale | Totale |
| Gara                  | Atleta        | Punti | Pos.  | Punti  | Pos.   | Punti  | Pos.   |
| --------------------- | ------------- | ----- | ----- | ------ | ------ | ------ | ------ |
| Individuale femminile | Kim Yu-Na     | 78,50 | 1     | 150,06 | 1      | 228,56 |        |
| Individuale femminile | Kwak Min-Jung | 53,16 | 16    | 102,37 | 12     | 155,53 | 13     |

## Pattinaggio di velocità
| Gara   | Atleta       | Tempo 1      | Tempo 2      | Totale       | Posizione |
| ------ | ------------ | ------------ | ------------ | ------------ | --------- |
| 500 m  | Ahn Ji-Min   | 39"595       | 39"549       | 1'19"14      | 31        |
| 500 m  | Lee Bo-Ra    | 39"396       | 39"406       | 1'18"80      | 26        |
| 500 m  | Lee Sang-Hwa | 38"249       | 37"850       | 1'16"09      |           |
| 500 m  | Oh Min-Ji    | 39"816       | 39"768       | 1'19"58      | 32        |
| 1000 m | Kim Yu-Rim   | non concluso | non concluso | non concluso | -         |
| 1000 m | Lee Sang-Hwa | 1'18"24      | 1'18"24      | 1'18"24      | 23        |
| 1500 m | Lee Ju-Yeon  | 2'03"67      | 2'03"67      | 2'03"67      | 33        |
| 1500 m | No Sun-Yung  | 2'02"84      | 2'02"84      | 2'02"84      | 30        |
| 1500 m | Park Do-Yung | 4'20"92      | 4'20"92      | 4'20"92      | 27        |
| 3000 m | Lee Ju-Yeon  | 4'18"87      | 4'18"87      | 4'18"87      | 23        |
| 3000 m | No Sun-Yung  | 4'17"36      | 4'17"36      | 4'17"36      | 19        |
| 3000 m | Park Do-Yung | 4'20"92      | 4'20"92      | 4'20"92      | 26        |

| Quarti di finale                                       |                    |                                                                |         |
| Corea del Sud Lee Ju-Youn Noh Seon-Yeong Park Do-Yeong | 3'07"45            | Giappone Masako Hozumi Nao Kodaira Maki Tabata                 | 3'02"89 |
| Finale D                                               |                    |                                                                |         |
| Corea del Sud Lee Ju-Youn Noh Seon-Young Park Do-Yeong | 3'06"96 (8º posto) | Russia Yekaterina Lobysheva Alla Shabanova Yekaterina Shikhova | 3'06"47 |

| Gara    | Atleta        | Tempo 1  | Tempo 2  | Totale   | Posizione |
| ------- | ------------- | -------- | -------- | -------- | --------- |
| 500 m   | Lee Kang-Seok | 35"053   | 34"988   | 1'10"041 | 4         |
| 500 m   | Lee Kyou-Hyuk | 35"145   | 35"344   | 1'10"48  | 15        |
| 500 m   | Mo Tae-Bum    | 34"923   | 34"906   | 1'09"82  |           |
| 500 m   | Mun Jun       | 35"552   | 35"640   | 1'11"19  | 19        |
| 1000 m  | Lee Gi-Ho     | 1'12"33  | 1'12"33  | 1'12"33  | 36        |
| 1000 m  | Lee Kyou-Hyuk | 1'09"92  | 1'09"92  | 1'09"92  | 9         |
| 1000 m  | Mo Tae-Bum    | 1'09"12  | 1'09"12  | 1'09"12  |           |
| 1000 m  | Mun Jun       | 1'10"68  | 1'10"68  | 1'10"68  | 18        |
| 1500 m  | Ha Hong-Sun   | 1'49"93  | 1'49"93  | 1'49"93  | 31        |
| 1500 m  | Lee Jong-Woo  | 1'49"00  | 1'49"00  | 1'49"00  | 22        |
| 1500 m  | Mo Tae-Bum    | 1'46"47  | 1'46"47  | 1'46"47  | 5         |
| 5000 m  | Lee Seung-Hun | 6'16"95  | 6'16"95  | 6'16"95  |           |
| 10000 m | Lee Seung-Hun | 12'58"55 | 12'58"55 | 12'58"55 |           |

| Quarti di finale                                      |                    |                                                                   |         |
| Corea del Sud Ha Hong-Sun Lee Jong-Woo Lee Seung-Hoon | 3'43"69            | Norvegia Håvard Bøkko Mikael Flygind Larsen Fredrik van der Horst | 3'43"66 |
| Finale C                                              |                    |                                                                   |         |
| Corea del Sud Ha Hong-Sun Lee Jong-Woo Lee Seung-Hoon | 3'48"60 (5º posto) | Italia Matteo Anesi Enrico Fabris Luca Stefani                    | 3'54"39 |

## Salto con gli sci
| Gara               | Atleta          | Qualificazioni | Qualificazioni | Qualificazioni | Finale          | Finale         | Finale          | Finale         | Finale       | Pos. |
| Gara               | Atleta          | Lunghezza      | Punti          | Pos.           | Lungh. 1° salto | Punti 1° salto | Lungh. 2° salto | Punti 2° salto | Punti totali | Pos. |
| ------------------ | --------------- | -------------- | -------------- | -------------- | --------------- | -------------- | --------------- | -------------- | ------------ | ---- |
| Trampolino normale | Choi Heung-Chul | 93,5           | 108,5          | 40             | 87,5            | 95,0           |                 |                | 95,0         | 48   |
| Trampolino normale | Kim Hyun-Ki     | 99,0           | 121,5          | 22             | 93,0            | 107,0          |                 |                | 107,0        | 40   |
| Trampolino normale | Choi Yong-Jik   | 93,5           | 107,0          | 43             |                 |                |                 |                |              |      |
| Trampolino lungo   | Choi Heung-Chul | 122,5          | 107,0          | 34             | 98,5            | 56,3           |                 |                | 56,3         | 49   |
| Trampolino lungo   | Kim Hyun-Ki     | 123,0          | 108,9          | 33             | 107,5           | 78,0           |                 |                | 78,0         | 42   |
| Trampolino lungo   | Choi Yong-Jik   | 110,5          | 83,4           | 46             |                 |                |                 |                |              |      |

## Sci alpino
| Gara    | Atleta          | 1° manche  | 2° manche | Tempo totale | Posizione |
| ------- | --------------- | ---------- | --------- | ------------ | --------- |
| Slalom  | Jeong Dong-Hyun | non finito |           |              |           |
| Slalom  | Kim Woo-Sung    | non finito |           |              |           |
| Gigante | Kim Woo-Sung    | non finito |           |              |           |

| Gara    | Atleta      | 1° manche | 2° manche | Tempo totale | Posizione |
| ------- | ----------- | --------- | --------- | ------------ | --------- |
| Slalom  | Kim Sun-Joo | 59"70     | 1'00"33   | 2'00"03      | 46        |
| Gigante | Kim Sun-Joo | 1'23"88   | 1'20"70   | 2'44"58      | 49        |

## Sci di fondo
| Gara                   | Atleta      | Tempo d'arrivo | Posizione |
| ---------------------- | ----------- | -------------- | --------- |
| 15 km a tecnica libera | Lee Jun Gil | 39'51"6        | 79        |

| Gara                   | Atleta       | Tempo d'arrivo | Posizione |
| ---------------------- | ------------ | -------------- | --------- |
| 10 km a tecnica libera | Lee Chae-Won | 27'56"0        | 54        |
| 15 km inseguimento     | Lee Chae-Won | 47'34"6        | 59        |

## Skeleton
| Gara             | Atleta    | Manche 1 | Manche 2 | Manche 3 | Manche 4 | Totale | Posizione |
| ---------------- | --------- | -------- | -------- | -------- | -------- | ------ | --------- |
| Singolo maschile | Cho In-Ho | 54"46    | 54"42    | 54"28    | -        | -      | 22        |

## Short track
| Gara             | Atleta                                             | Batterie | Batterie | Quarti di finale | Quarti di finale | Semifinali | Semifinali | Finale       | Finale       |
| Gara             | Atleta                                             | Tempo    | Pos.     | Tempo            | Pos.             | Tempo      | Pos.       | Tempo        | Pos.         |
| ---------------- | -------------------------------------------------- | -------- | -------- | ---------------- | ---------------- | ---------- | ---------- | ------------ | ------------ |
| 500 m            | Cho Ha-Ri                                          | 44"313   | 2        | 44"306           | 3                |            |            |              |              |
| 500 m            | Park Seung-Hi                                      | 44"221   | 1        | squalificata     | squalificata     |            |            |              |              |
| 500 m            | Lee Eun-byeol                                      | 44"000   | 1        | 44"582           | 2                | 43"899     | 4          | 44"860       | 8            |
| 1000 m           | Cho Ha-Ri                                          | 1'35"953 | 1        | 1'30"543         | 2                | 1'30"792   | 4          | 1'31"932     | 4            |
| 1000 m           | Park Seung-Hi                                      | 1'31"885 | 1        | 1'30"769         | 1                | 1'29"165   | 2          | 1'29"379     |              |
| 1500 m           | Cho Ha-Ri                                          |          |          | 2'22"928         | 1                | 2'35"492   | 3          | 2'18"831     | 5            |
| 1500 m           | Park Seung-Hi                                      |          |          | 2'24"129         | 1                | 2'20"859   | 1          | 2'17"927     |              |
| 1500 m           | Lee Eun-byeol                                      |          |          | 2'27"286         | 1                | 2'24"318   | 1          | 2'17"849     |              |
| 3000 m staffetta | Cho Ha-Ri Kim Min-Jung Lee Eun-byeol Park Seung-Hi |          |          |                  |                  | 4'10"753   | 1          | squalificate | squalificate |

| Atleta           | Gara                                              | Batterie | Batterie | Quarti di finale | Quarti di finale | Semifinali | Semifinali | Finale       | Finale       |
| Atleta           | Gara                                              | Tempo    | Pos.     | Tempo            | Pos.             | Tempo      | Pos.       | Tempo        | Pos.         |
| ---------------- | ------------------------------------------------- | -------- | -------- | ---------------- | ---------------- | ---------- | ---------- | ------------ | ------------ |
| 500 m            | Sung Si-Bak                                       | 41"889   | 1        | 40"821           | 2                | 41"126     | 1          | 41"340       |              |
| 500 m            | Kwak Yoon-Gy                                      | 42"147   | 1        | 41"761           | 2                | 41"620     | 3          | 42"123       | 4            |
| 500 m            | Lee Ho-Suk                                        | 41"632   | 1        | 41"269           | 1                | 1'24"514   | 4          | 49"149       | 7            |
| 1000 m           | Lee Jung-Su                                       | 1'24"962 | 1        | 1'25"822         | 1                | 1'25"560   | 2          | 1'23"747     |              |
| 1000 m           | Sung Si-Bak                                       | 1'24"245 | 1        | 1'24"570         | 1                | 1'25"068   | 3          | squalificato | squalificato |
| 1000 m           | Lee Ho-Suk                                        | 1'25"925 | 1        | 1'24"980         | 1                | 1'25"347   | 1          | 1'23"801     |              |
| 1500 m           | Lee Jung-Su                                       |          |          | 2'12"380         | 1                | 2'10"949   | 1          | 2'17"611     |              |
| 1500 m           | Sung Si-Bak                                       |          |          | 2'14"836         | 1                | 2'13"585   | 1          | 2'45"010     | 5            |
| 1500 m           | Lee Ho-Suk                                        |          |          | 2'14"324         | 2                | 2'14"833   | 1          | squalificato | squalificato |
| 5000 m staffetta | Kim Seoung Il Kwak Yoon-Gy Lee Ho-Suk Sung Si-Bak |          |          |                  |                  | 6'43"845   | 1          | 6'44"446     |              |

## Snowboard
| Gara              | Atleta     | Qualificazioni | Qualificazioni | Semifinali | Semifinali | Finale    | Finale    |
| Gara              | Atleta     | Punteggio      | Pos.           | Punteggio  | Pos.       | Punteggio | Posizione |
| ----------------- | ---------- | -------------- | -------------- | ---------- | ---------- | --------- | --------- |
| Halfpipe maschile | Kim Ho-Jun | 25,8           | 12             |            |            |           |           |